# Thamnaconus septentrionalis
Thamnaconus septentrionalis är en fiskart som först beskrevs av Günther 1874.  Thamnaconus septentrionalis ingår i släktet Thamnaconus och familjen filfiskar. Inga underarter finns listade i Catalogue of Life.